# Campionati del mondo di atletica leggera indoor 2024 - Salto triplo femminile
La gara del salto triplo femminile dei campionati del mondo di atletica leggera indoor 2024 si è svolta il 3 marzo.

## Podio
| Pos.    | Atleta                  | Nazionalità | Misura  |
| ------- | ----------------------- | ----------- | ------- |
| Oro     | Thea Lafond             | Dominica    | 15,01 m |
| Argento | Leyanis Pérez Hernández | Cuba        | 14,90 m |
| Bronzo  | Ana Peleteiro-Compaoré  | Spagna      | 14,75 m |

## Situazione pre-gara

### Record
Prima di questa competizione, il record del mondo e il record dei campionati erano i seguenti.
| Record                | Prestazione | Atleta                  | Data e luogo                   | Competizione                     |
| --------------------- | ----------- | ----------------------- | ------------------------------ | -------------------------------- |
| Record mondiale       | 15,74 m     | Yulimar Rojas Venezuela | 20 marzo 2022 Belgrado, Serbia | Campionati del mondo indoor 2022 |
| Record dei campionati | 15,74 m     | Yulimar Rojas Venezuela | 20 marzo 2022 Belgrado, Serbia | Campionati del mondo indoor 2022 |

### Campionesse in carica
Le campionesse in carica a livello mondiale erano:
| Campione        | Atleta                  | Prestazione | Data e luogo                      | Competizione                     |
| --------------- | ----------------------- | ----------- | --------------------------------- | -------------------------------- |
| Olimpica        | Yulimar Rojas Venezuela | 15,67 m(o)  | 1º agosto 2021 Tokyo, Giappone    | Giochi della XXXII Olimpiade     |
| Mondiale        | Yulimar Rojas Venezuela | 15,08 m(o)  | 25 agosto 2023 Budapest, Ungheria | Campionati del mondo 2023        |
| Mondiale indoor | Yulimar Rojas Venezuela | 15,74 m     | 20 marzo 2022 Belgrado, Serbia    | Campionati del mondo indoor 2022 |

### La stagione
Prima di questa gara, le atlete con le migliori tre prestazioni dell'anno erano:
| Pos. | Atleta                       | Prestazione | Data e luogo                                |
| ---- | ---------------------------- | ----------- | ------------------------------------------- |
| 1    | Leyanis Pérez Hernández Cuba | 14,86 m     | 7 febbraio 2024 Mondeville, Francia         |
| 2    | Thea Lafond Dominica         | 14,60 m     | 3 febbraio 2024 Virginia Beach, Stati Uniti |
| 3    | Keturah Orji Stati Uniti     | 14,50 m     | 17 febbraio 2024 Albuquerque, Stati Uniti   |

## Risultati

### Finale
La finale diretta si è tenuta il 3 marzo alle ore 10:17.
| Pos     | Atleta                  | Nazionalità | 1ª prova | 2ª prova | 3ª prova | 4ª prova | 5ª prova | 6ª prova | Risultato | Note                                                       |
| ------- | ----------------------- | ----------- | -------- | -------- | -------- | -------- | -------- | -------- | --------- | ---------------------------------------------------------- |
| Oro     | Thea Lafond             | Dominica    | 14,41 m  | 15,01 m  | -        | -        | -        | -        | 15,01 m   | Miglior prestazione mondiale stagionale · Record nazionale |
| Argento | Leyanis Pérez Hernández | Cuba        | x        | 14,58 m  | 14,58 m  | 14,90 m  | 14,79 m  | x        | 14,90 m   | Miglior prestazione personale stagionale                   |
| Bronzo  | Ana Peleteiro-Compaoré  | Dominica    | 13,93 m  | 14,67 m  | 14,64 m  | x        | 14,75 m  | 14,41 m  | 14,75 m   | Miglior prestazione personale stagionale                   |
| 4       | Keturah Orji            | Stati Uniti | 14,12 m  | 14,36 m  | x        | 13,49 m  | 14,28 m  | 11,68 m  | 14,36 m   |                                                            |
| 5       | Jasmine Moore           | Stati Uniti | 14,15 m  | x        | 14,07 m  | 13,99 m  | 13,94 m  | x        | 14,15 m   |                                                            |
| 6       | Charisma Taylor         | Bahamas     | 13,92 m  | 13,72 m  | 13,34 m  | 13,51 m  | 14,04 m  | 14,11 m  | 14,11 m   | Miglior prestazione personale stagionale                   |
| 7       | Kimberly Williams       | Giamaica    | 13,57 m  | 13,98 m  | 14,07 m  | x        | 13,88 m  | 13,79 m  | 14,07 m   | Miglior prestazione personale stagionale                   |
| 8       | Ilionis Guillaume       | Francia     | x        | 14,01 m  | x        | 13,83 m  | 13,86 m  | x        | 14,01 m   |                                                            |
| 9       | Diana Ion               | Romania     | 13,52 m  | 13,73 m  | 13,62 m  |          |          |          | 13,73 m   |                                                            |
| 10      | Elena Andreea Taloș     | Romania     | 13,65 m  | 13,64 m  | 13,60 m  |          |          |          | 13,65 m   |                                                            |
| 11      | Neja Filipič            | Slovenia    | 13,62 m  | x        | x        |          |          |          | 13,62 m   |                                                            |
| 12      | Kristiina Mäkelä        | Finlandia   | 13,47 m  | x        | 13,41 m  |          |          |          | 13,47 m   |                                                            |
| 13      | Dovilė Kilty            | Lituania    | 13,46 m  | x        | 13,36 m  |          |          |          | 13,46 m   |                                                            |
| 14      | Gabriele Santos         | Brasile     | 13,39 m  | x        | 13,45 m  |          |          |          | 13,45 m   |                                                            |
| -       | Mariko Morimoto         | Giappone    | x        | x        | x        |          |          |          | nm        |                                                            |
| -       | Liadagmis Povea         | Cuba        |          |          |          |          |          |          | dns       |                                                            |